# Bethel (comté d'Anderson, Texas)
Pour les articles homonymes, voir Bethel.
Bethel est une communauté non incorporée située au sud-est du fleuve Trinity et au nord-ouest du comté d'Anderson, au Texas de l'Est, aux États-Unis,,. En 2000, sa population s'élevait à 50 habitants.

### Source de la traduction
- (en) Cet article est partiellement ou en totalité issu de l’article de Wikipédia en anglais intitulé « Bethel, Anderson County, Texas » (voir la liste des auteurs).